# Taocheng
För andra betydelser, se Taocheng (olika betydelser).
Taocheng är ett stadsdistrikt och säte för stadsfullmäktige i  Hengshui i Hebei-provinsen i norra Kina.
1. ↑  http://www.geohive.com/cntry/cn-13.aspx